# Quirós
Quirós egy község Spanyolországban, Asztúria autonóm közösségben. Quirós Teverga, Proaza, Santo Adriano, Morcín, Riosa, Lena és San Emiliano községekkel határos. Lakosainak száma 1160 fő (2024).

## Nevezetességek
A községben található Bermiego település közelében, a Szűz Mária-kápolna mellett áll a híres bermiegói tiszafa, amely egyes szakértők szerint Európa legöregebb, mintegy 2000 éves tiszafája.

## Népesség
A település népessége az utóbbi években az alábbiak szerint változott:
| Lakosok száma | 1611 | 1488 | 1405 | 1389 | 1294 | 1277 | 1212 | 1158 | 1202 | 1160 |
|               | 2001 | 2004 | 2007 | 2009 | 2012 | 2014 | 2017 | 2019 | 2022 | 2024 |